# Rimetea
Rimetea là một xã thuộc hạt Alba, România. Dân số thời điểm năm 2002 là 1219 người.